# Nineteen-sixteen Snowfield
Das Nineteen-sixteen Snowfield (englisch für 1916-Schneefeld) ist ein Schneefeld an der Nordküste Südgeorgiens. Es liegt südlich des Kopfendes der Antarctic Bay zwischen dem Filchner Ridge und dem Fortuna-Gletscher.
Das UK Antarctic Place-Names Committee benannte es 2014 in Erinnerung an das Jahr 1916, in dem Ernest Shackleton, Tom Crean und Frank Worsley im Rahmen der Endurance-Expedition (1914–1917) die erste Durchquerung Südgeorgiens gelungen war.